# الرياضة في بلغاريا

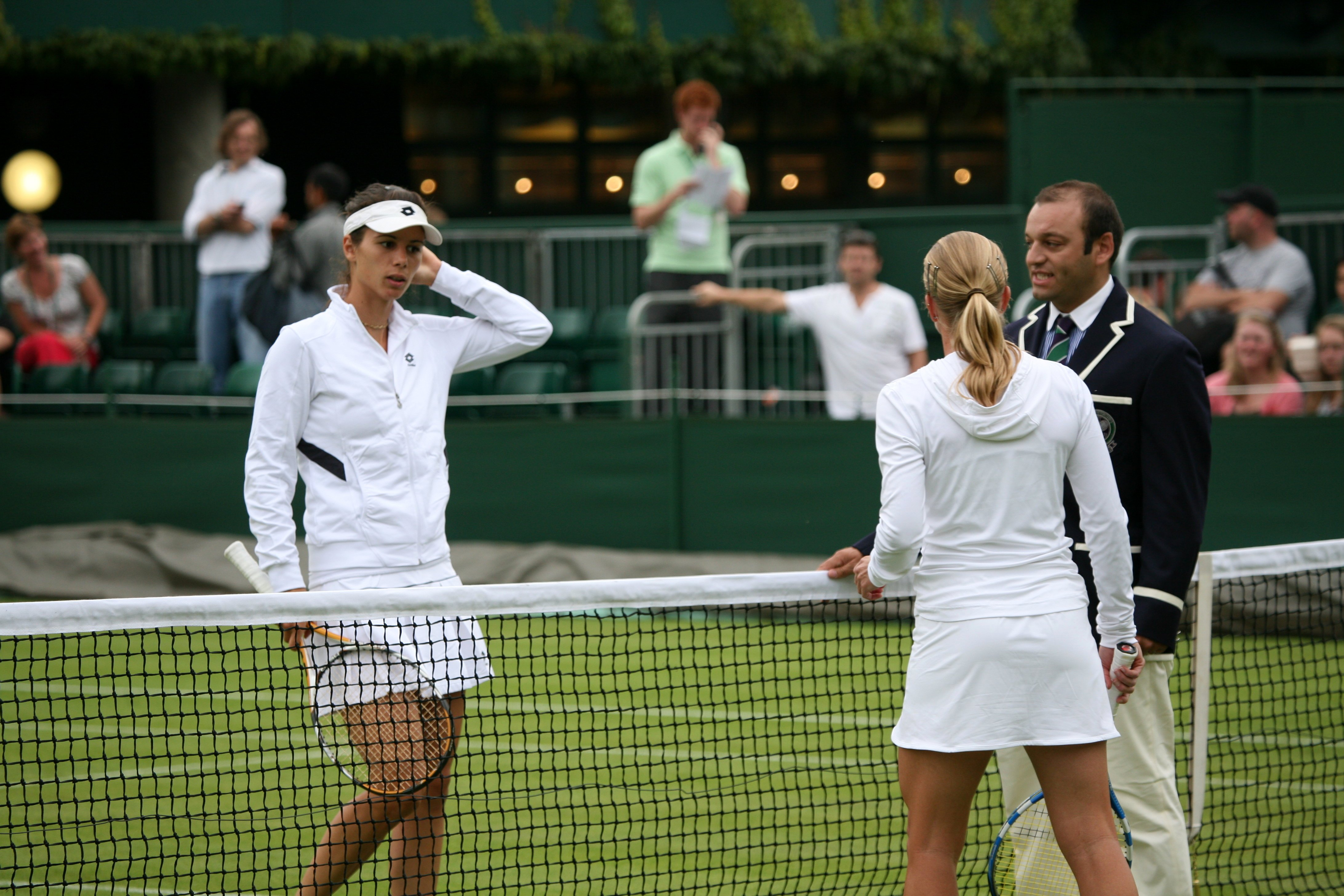

أنشأت بلغاريا تقاليد في مجموعة كبيرة ومتنوعة من الألعاب الرياضية.

## بلغاريا في الألعاب الأولمبية
تشارك بلغاريا في كل من دورة الألعاب الأولمبية الصيفية والشتوية ، ويعود ظهورها الأول لأول دورة ألعاب أولمبية حديثة في عام 1896، عندما مثل لاعب الجمباز السويسري تشارلز شامباود البلاد. ومنذ ذلك الحين، ظهرت بلغاريا في معظم الألعاب الأولمبية الصيفية ، وفي عام 2012 فازت بما مجموعه 214 ميدالية: 51 ذهبية و 85 فضية و 78 برونزية. تمت المشاركة الأكثر نجاحاً في ميونيخ (21 ميدالية)، ومونتريال (22 ميدالية) ، وموسكو (41) ، وسيول (35). في الألعاب الأولمبية الشتوية، بلغاريا لديها سجل أقل إثارة للإعجاب فقط 6 ميداليات (منها ذهبية واحدة فقط) من أصل 19 مشاركة.
بعض أبرز الرياضيين في الألعاب الأولمبية تشمل مارييا جروزديفا (رماية)، إيكاترينا دافوفسكا (بياثلون)، ارمن نازاريان (المصارعة)، ستيفا كوستادينوفا (الوثب العالي، حامل الرقم القياسي العالمي منذ 1987)، يوردانكا دونكوفا (100 م، حامل العالم سجل منذ عام 1988) ، Yordan Yovchev (الجمباز) ، Neshka Robeva (الجمباز) ، Rumyana Neykova (التجديف).
المصارعة هي الرياضة الأكثر نجاحا. حصل المصارعون البلغاريون على 68 ميدالية - 16 ذهبية و 32 فضية و 20 برونزية. رفع الأثقال هو ثاني أكثر الألعاب الرياضية نجاحا حيث بلغ مجموع الميداليات 36. لا شك في أن هذه الرياضة هي إحدى الألعاب الرياضية ذات الأولوية الأعلى في بلغاريا حيث حصلت على حوالي 1000 ميدالية ذهبية في مسابقات مختلفة، على الرغم من حدوث حالات تعاطي المنشطات بين الأثقال البلغاريين، مما أدى إلى طرد الفريق البلغاري بأكمله من الألعاب الأولمبية الصيفية لعام 2000، وانسحابهم الطوعي من الألعاب الأولمبية الصيفية لعام 1988. يعد ستيفان بوتيف ونيكولاي بيشالوف وديمير ديميريف وازن زلاتيف وبلاغوي بلاغويف ويوتو يوتوف من بين الأثقال الأثرياء. نعيم سليمان أغلو من أصول تركية، وقد تدرب في الأصل وتنافس في بلغاريا قبل أن ينشق عن تركيا ويتنافس عليها.
كما أثبتت رياضة الرماية أنها من بين أقوى التخصصات في بلغاريا. فازت كل من ماريا جروزديفا وتانيو كرياكوف بميداليات ذهبية أولمبية. فازت إيكاترينا دافوفسكا بالذهبية الأولمبية في سباقات البياثلون في دورة الألعاب الأولمبية الشتوية 1998، في حين أن إيفجينيا رادانوفا هو أنجح أولمبياد في فصل الشتاء البلغاري مع 3 ميداليات في التزلج السريع على المضمار القصير.